# برونو ميتسو
برونو لوكا فيليكس ميتسو أو كريم ميتسو (Bruno Lucas Felix Metsu) بعد أن أعلن إسلامه، ولد في 28 يناير 1954 وتوفي في 14 أكتوبر 2013 بمرض السرطان. هو لاعب كرة قدم فرنسي سابق ومدرّب لعديد الفرق بعد اعتزاله اللّعب كان آخرها نادي الوصل الإماراتي. قاد السنغال للظهور لأول مرة في كأس العالم لكرة القدم التي أقيمت في كوريا واليابان عام 2002، الذي استطاع هزيمة فرنسا في المباراة الافتتاحية من تلك البطولة، وواصل حتى ربع النهائي حين هزمه المنتخب التركي في الوقت الإضافي بواسطة الهدف الذهبي.
تولى أيضاً تدريب نادي العين الإماراتي بعد بطولة كأس العالم تلك، وقاده إلى لقب بطل الدوري الإماراتي، وكذلك بطل دوري أبطال آسيا. درب عدة منتخبات وطنية وأندية أخرى من بينها نادي الغرافة القطري اتحاد جدة السعودي ومنتخب كوريا الجنوبية وقد درب منتخب الإمارات وهو أول مدرب فرنسي يفوز في خليجي 18 واحتفل بعيد ميلاده في نهائي خليجي 18 ولكنه بعد ذلك أعلن استقالته كمدرب لمنتخب الإمارات. وبعد استقالته، وقع ميتسو عقداً مع المنتخب القطري ليقوده في تصفيات كأس العالم 2010.

## الحياة الشخصية
توفي المدرب الفرنسي برونو ميتسو ليلة الثلاثاء 15 أكتوبر 2013، عن عمر 59 عاما بمرض السرطان.

## روابط خارجية
- برونو ميتسو على موقع قاعدة بيانات كرة القدم.إي يو (الإنجليزية)
- برونو ميتسو على موقع ليكيب (الفرنسية)
- برونو ميتسو على موقع ناشيونال فوتبول تيمز (الإنجليزية)
- برونو ميتسو على موقع عالم كرة القدم.نت (الإنجليزية)